# Skinnsjötjärnen
Skinnsjötjärnen är en sjö i Ånge kommun i Medelpad och ingår i Ljungans huvudavrinningsområde. Sjön har en area på 0,113 kvadratkilometer och ligger 261,1 meter över havet. Sjön avvattnas av vattendraget Getterån.

## Delavrinningsområde
Skinnsjötjärnen ingår i det delavrinningsområde (694361-151251) som SMHI kallar för Utloppet av Skinnsjötjärnen. Medelhöjden är 320 meter över havet och ytan är 1,82 kvadratkilometer. Räknas de 31 avrinningsområdena uppströms in blir den ackumulerade arean 101,42 kvadratkilometer. Getterån som avvattnar avrinningsområdet har biflödesordning 2, vilket innebär att vattnet flödar genom totalt 2 vattendrag innan det når havet efter 97 kilometer. Avrinningsområdet består mestadels av skog (82 procent). Avrinningsområdet har 0,13 kvadratkilometer vattenytor vilket ger det en sjöprocent på 6,9 procent.